# Euagathis maculipennoides
Euagathis maculipennoides är en stekelart som beskrevs av Van Achterberg 2004. Euagathis maculipennoides ingår i släktet Euagathis och familjen bracksteklar. Inga underarter finns listade i Catalogue of Life.